# Lijst van Pruisische ministers van Wetenschap
Dit is een lijst van ministers van Wetenschap van Pruisen.
- 1918-1919: Konrad Haenisch (SPD) en Adolph Hoffmann (USPD)
- 1919-1920: Konrad Haenisch (SPD)
- 1921: Carl Heinrich Becker
- 1921-1925: Otto Boelitz (DVP)
- 1925: Otto Braun
- 1925-1930: Carl Heinrich Becker
- 1930-1932: Adolf Grimme
- 1932: Aloys Lammers (rijkscommissaris)
- 1932-1933: Wilhelm Kaehler (rijkscommissaris)
- 1933-19??: Bernhard Rust